# Zocie
Zocie est un village polonais de la gmina de Kalinowo, dans le powiat d'Ełk, voïvodie de Varmie-Mazurie, au nord-est du pays. 
Il est situé à environ 29 km au nord-est d'Ełk et à 149 km à l'est de la capitale régionale Olsztyn.